# Guerra tribale

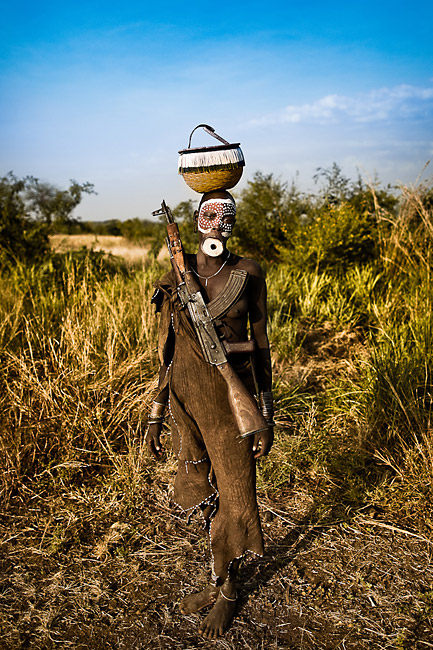
Una donna della tribù dei Mursi, in Etiopia, armata AK-47 Kalashnikov

La guerra tribale è un conflitto armato di piccole proporzioni nel quale le parti belligeranti sono principalmente costituite da persone appartenenti a tribù/cabile diverse stanziate nello stesso territorio o comunque limitrofo e, in alcuni casi, può anche essere causata da motivi spesso riconducibili alla differente appartenenza religiosa pur essendo della medesima etnia.
Tale tipo di lotta è tipica delle società tribali presso le quali assume spesso la caratteristica di guerra endemica, come una sorta di guerra perenne che va di generazione in generazione, specie nelle zone dove la diffusione delle armi è molto comune e alla portata di tutti, il conflitto pare insolvibile e i problemi che lo hanno causato inconciliabili.